# 金光攝胤

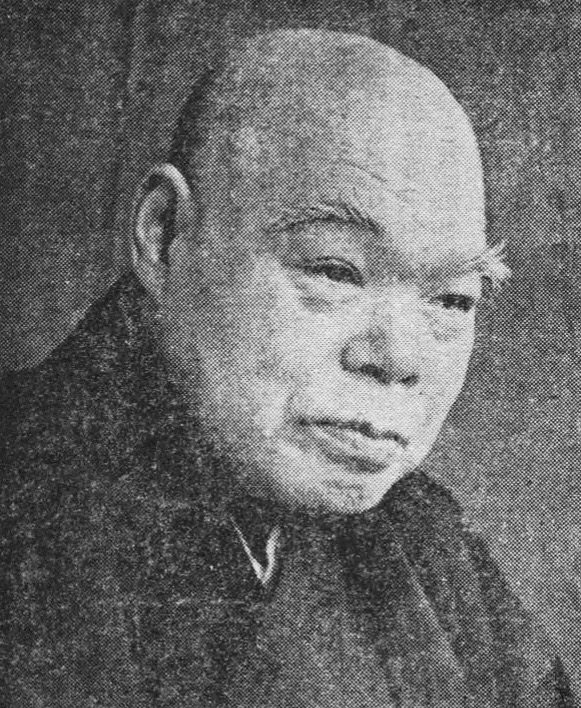
金光攝胤。『婦人生活』1953年12月号より。

金光 攝胤（こんこう せつたね、明治13年（1880年）8月5日 - 昭和38年（1963年）4月13日）は、金光教の三代金光様。

## 略歴
明治13年8月5日今の岡山県浅口市金光町大谷に生まれる。金光宅吉（いえよし）喜代（きよ）の長男。父金光宅吉の死にあたり、明治26年12月29日から、広前の取次の座を任され、金光教の信奉者からは三代金光様と呼ばれた。
明治31年、金光式子（金光萩雄の長女）を妻に迎えるも、先立たれ、明治40年佐藤キクヨ（佐藤範雄の長女）を妻に迎え、6男3女（金光鑑太郎（かがみたろう）、金光実司之助（みしのすけ）、金光眞整（しんせい）、佐藤祐子（ゆうこ）、金光護佑（ごゆう）、和泉賀代子（かよこ）、竹部理貴代（りきよ）、金光整雄（せいお）、秋山佑一（ゆういち）の9人）をもうけた。
金光教管長が選挙制になると管長に当選、以降金光教の代表者が広前奉仕者であるという慣例を作った。第二次大戦後は管長制の廃止に伴い、教主選挙が行われ初の教主となった。
死後は長男の金光鑑太郎が、教主に選出された。